# 가봉북살무사
가봉북살무사(학명: Bitis gabonica) 또는 가분살무사는 살무사과에 속하는 뱀의 일종이다.
가봉과 카메룬 일대에서 서식하며, 사막이나 건조림, 또는 열대우림에서 주로 산다. 전체적인 색은 고동색, 황토색 내지는 연갈색으로, 세모꼴의 머리에는 뿔이 나 있으며, 몸의 무늬 때문에 위장술이 뛰어나다. 땃쥐류와 작은 설치류를 포식한다. 2m가 넘는 개체들도 많은 대형종이며, 온순해서 사람을 문 사례는 드물지만, 독은 사람의 심장 조직을 마비시키기 때문에 한 번 물리면 사망률이 굉장히 높으며 매우 위험하다.